# 維持公共秩序表現優異獎章
維持公共秩序表現優異獎章（俄语：Медаль "За отличие в охране общественного порядка"），是俄羅斯聯邦頒授的一款獎章。

## 設立和頒授
維持公共秩序表現優異獎章是在1994年3月2日根據俄羅斯總統令設立的。有關當局會向符合以下兩類人士頒授維持公共秩序表現優異獎章：
- 表現傑出／在打擊犯罪和維持公共秩序時表現出極大勇氣的俄罗斯联邦内务部員工、俄羅斯內衛部隊成員或其他部隊的成員
- 協助俄罗斯联邦内务部維持公共秩序的其他公民

## 外觀和佩戴
維持公共秩序表現優異獎章有一塊呈五邊形狀的綬帶，以及一面直徑為32毫米的圓形獎牌；圓形獎牌的正面有「維持公共秩序表現優異」（俄语：ЗА ОТЛИЧИЕ В ОХРАНЕ ОБЩЕСТВЕННОГО ПОРЯДКА）的字樣、以及一個樹枝圈的浮雕，背面則有獎章的序號。獲頒者會把獎章佩戴在左邊胸口處。